# 宝田村 (徳島県)
宝田村（たからだそん）は、かつて徳島県那賀郡にあった村。

## 地理
鍛冶ヶ峰北麓から那賀川下流南岸にかけて位置する。中央を桑野川が流れる。現在の阿南市宝田町。
地名の由来は、近世の立善寺村と本庄村の境にもとホウデン（封田）と呼ばれる地があり、封は境を意味し、封を宝の佳字に変えて地名としたと考えられている。
- 山岳：鍛冶ヶ峰
- 河川：那賀川・桑野川

## 沿革
- 1889年（明治22年）10月01日 - 町村制施行に伴い那賀郡下荒井村、立善寺村、今市村が合併し、宝田村が発足。
- 1954年（昭和29年）03月31日 - 那賀郡富岡町、中野島村、長生村、大野村（一部）と合併し、富岡町を新設して消滅。